# Стонер (роман)
Стонер је роман америчког писца Џона Вилијамса објављен 1965. године. Ново издање објавио је Vintage 2003. године, а затим New York Review Books Classics 2006. Српско издање је у припреми.
Стонер спада у жанр академских романа. Кроз 200 речи пролога и 200 страна романа, Стонер прати свакодневни живот и рад Вилијама Стонера, професора енглеског језика на универзитету у држави Мисури.

## Прича
Вилијам Стонер је рођен крајем деветнаестог века у сиромашној фармерској породици државе Мисури. Послат на универзитет како би студирао агрономију, заљубљује се у енглеску књижевност и прихвата живот учењака, потпуно супротан од напорног преживљавања које је познавао. Али како године одмичу Стонер доживљава низ разочарања: женидба с девојком из „поштене“ породице га удаљава од родитеља; каријера му је осујећена; жена и кћерка му хладнокрвно окрећу леђа; преображујуће искуство нове љубави се завршава под претњом скандала. Све повученији у себе, Стонер открива стоички мир својих предака и сукобљава се с неопходном усамљености.

## Пријем
Стонер је први пут објављен 1965. године и продат у мање од 2000 примерака. Распродат је годину дана касније, а затим добио ново издање 2003. године и поново 2006. Француска књижевница Ана Гавалда превела је Стонера 2011. години, и он је постаје Waterstone књига године у Великој Британији 2012. години. Следеће, 2013. години, продаја се утростручује. премда Стонер није стекао славу када је први пут објављен, неколико позитивних критика, као она у Њујоркеру 12. јун 1965, у којој се цени Вилијамсов главни лик који је одан свом раду али којег свет успева да превари. Оне који су дали позитивне критике нагласили су искрен глас, којим Вилијамс пише о животним околностима, и често пореде Стонера с . Августом, како у ликовима тако и у правцу радње. Један део негативне критике даје сам издавач 1963. године, који доводи у питање могућност Стонера' да стекну популарност и постане бестселер. Ирвинг Хау и Ч. П. Снег величали су роман када је први пут објављен, премда продаја романа није одразила позитивне критике. Тек је годинама касније, када је Стонер поново објављен, књига постала познатија. Када је добио ново издање и превод на многе језике роман је "продат у стотинама хиљада примерака у двадесет и једној држави."

## Линкови
1. ↑  „Literary rebirth”. The Sydney Morning Herald. Приступљено 2. 11. 2015.
2. ↑  „Stoner: How the story of a failure became an all-out publishing success”. The Globe and Mail. Приступљено 26. 10. 2015.
3. ↑  Barnes, Julian. „Stoner: the must-read novel of 2013”. the Guardian. Приступљено 31. 10. 2015.
4. ↑  Ellis, Bret Easton. „John Williams’s great literary western | Bret Easton Ellis”. the Guardian. Приступљено 28. 10. 2015.